# Classe Albacora
A classe Albacora é a variante da Marinha Portuguesa da classe de submarinos Daphné de origem francesa.
Em 1964 o Governo Português encomendou a construção de quatro submarinos desta classe aos Estaleiros Dubigeòn, que vieram constituir a 4.ª esquadrilha de submarinos da Marinha Portuguesa, sendo operados desde 1967. A nova esquadrilha substituiu a 3ª esquadrilha, que era constituída por submarinos da classe Narval.
Cada submarino foi baptizado com o nome de um animal marinho, cuja inicial (A, B, C ou D) indicava a sua ordem de incorporação.
Com a primeira unidade a entrar ao serviço, a 1 de Outubro de 1967, a Marinha Portuguesa passou a possuir um submarino optimizado para zonas costeiras e oceânicas, para a função de patrulhamento de áreas, especialmente para a Zona Económica Exclusiva.
Está em curso a substituição total da frota desta classe pelos submarinos da classe Tridente.

## Unidades
| Número de amura | Nome          | Estaleiro | Comissão              | Estado                                                                       |
| --------------- | ------------- | --------- | --------------------- | ---------------------------------------------------------------------------- |
| S 163           | NRP Albacora  | Dubigeon  | 1 de outubro de 1967  | Abatido em julho de 2000                                                     |
| S 164           | NRP Barracuda | Dubigeon  | 4 de maio de 1968     | Abatido em 2010                                                              |
| S 165           | NRP Cachalote | Dubigeon  | 25 de janeiro de 1969 | Transferido para o Paquistão em 1975, passando a chamar-se PNS Ghazi (S 134) |
| S 166           | NRP Delfim    | Dubigeon  | 1 de outubro de 1969  | Abatido em Dezembro de 2005                                                  |